# Charivio
Charivio (Charivius o Hervé) fue un dux Cenomannicus franco o duque de Maine a principios del siglo VIII. En 723 se apropió de los rendimientos de la diócesis de Le Mans. A la muerte del obispo Herlemund asumió el control de la sede y sus monasterios y nombró obispo a su iletrado hijo Gaucioleno. Aunque no se conoce la fecha de la muerte de Charivio, su hijo conservó el control de la diócesis y la región como obispo hasta 771.